# De proprietate scriptorum
Il De proprietate scriptorum libri III, o più semplicemente De proprietate scriptorum, è un'opera di Marco Terenzio Varrone, non pervenuta, appartenente al gruppo di studi storico-letterari e filologici dell'erudito reatino.
L'opera, di cui rimangono solamente alcuni frammenti, era probabilmente dedicata alla riflessione sui diversi stili di scrittura degli autori latini.